# Lyramulaceae
Famille
Les Lyramulaceae sont une famille d'algues unicellulaires fossiles de l'ordre des Dictyochales.
Le genre fossile Lyramula a été décrit par G Dallas Hanna en 1928 dans une roche diatomite du Crétacé de Californie,, et a également été trouvé dans des roches des montagnes de l'Oural et de l'île Seymour dans la péninsule antarctique.

## Étymologie
Le nom vient du genre type Lyramula, dérivé du latin lyra, lyre, en référence à la forme « en lyre » du squelette siliceux, le suffixe mula n'étant pas clair ; il pourrait s'agir de l'accusatif lyram suivi de ula pour l'euphonie.

## Description
Le squelette de ces silicoflagellés peut être un simple tube robuste en silice en forme de « U » (Lyramula simplex), ou constitué d'une épine « vertébrale » à la jonction de deux branches de silice, formant un « Y » (Lyramula  furcula),.

## Liste des genres
Selon AlgaeBase (21 mai 2025) :
- Lyramula Hanna, 1928

## Systématique
Le nom correct complet (avec auteur) de ce taxon est Lyramulaceae Tsumura.

## Publication originale
Kohei Tsumura, « A systematic study of silicoflagellatae », Yokohama Municipal University Journal, vol. C-45, no 146,‎ 1963, p. 1-84.